# Mézières-sur-Couesnon
Mézières-sur-Couesnon är en kommun i departementet Ille-et-Vilaine i regionen Bretagne i nordvästra Frankrike. Kommunen ligger i kantonen Saint-Aubin-du-Cormier som tillhör arrondissementet Fougères-Vitré. År 2022 hade Mézières-sur-Couesnon 1 735 invånare.

## Befolkningsutveckling
Antalet invånare i kommunen Mézières-sur-Couesnon
Referens:INSEE